# Chrysopa viridinervis
Chrysopa viridinervis là một loài côn trùng trong họ Chrysopidae thuộc bộ Neuroptera. Loài này được Jakowleff miêu tả năm 1869.